# Ouroboros

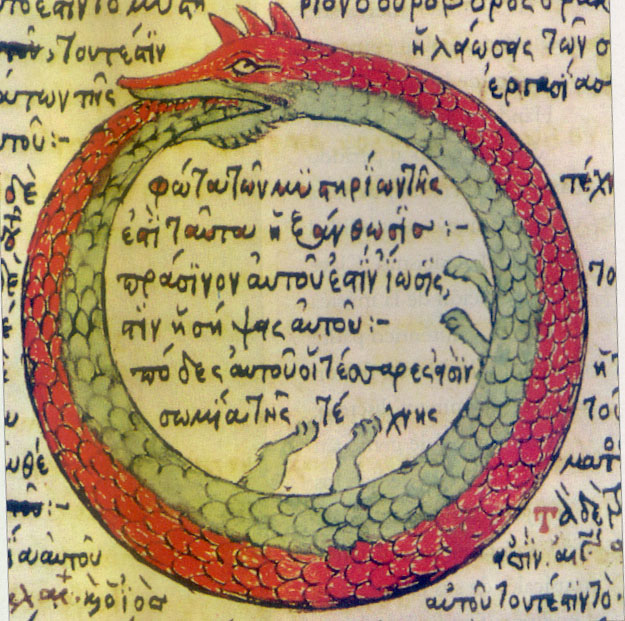
A serpente Ouroboros em um antigo manuscrito alquímico grego

Ouroboros (ou oroboro ou ainda uróboro, do  grego Οὐροβόρος: 'que consome a cauda'; do grego οὐρά:  'cauda' + βόρος 'consumo'; plural Ouroboroi ou Uroboroi) é um conceito simbolizado por uma serpente — ou por um dragão — que morde a própria cauda. O Ouroboros costuma ser representado pelo círculo, o que parece indicar, além do eterno retorno, a espiral da evolução, a dança sagrada de morte e reconstrução.
Segundo o Dictionnaire des symboles, o Ouroboros simboliza o ciclo da evolução voltada para si mesmo. O símbolo contém as ideias de movimento, continuidade, autofecundação e, em consequência, eterno retorno.
Para o gnosticismo hiperbóreo, "as serpentes, representadas no caduceu de Mercúrio (entrelaçadas em um bastão) e no Ouroboros (devorando a própria cauda), simbolizam a alma elevada, extasiada no nirvana, luminosamente entelequiada".A forma circular do símbolo permite ainda a interpretação de que a serpente figura o mundo infernal, enquanto o mundo celeste é simbolizado pelo círculo. 
Noutra interpretação, menos maniqueísta, a serpente rompe uma evolução linear, ao morder a cauda, marcando uma mudança, pelo que parece emergir num outro nível de existência, simbolizado pelo círculo. Para alguns autores, a imagem da serpente mordendo a cauda, fechando-se sobre o próprio ciclo, evoca a roda da existência. A roda da existência é um símbolo solar, na maior parte das tradições. Ao contrário do círculo, a roda tem certa valência de imperfeição, reportando-se ao mundo do futuro, da criação contínua, da contingência, do perecível.

## Representações históricas

### Egito Antigo
A primeira aparição conhecida do Ouroboros está no "Livro Enigmático Do Mundo Inferior", um texto funerário em KV62, na tumba do imperador Tutancâmon, no século XIV A.C. O texto diz a respeito do Deus Rá e sua união com Osíris no submundo. O Ouroboros é retratado duas vezes na figura: Segurando suas caudas nas suas bocas, uma cercando a cabeça e a parte superior do peito, a outra cercando o pé de uma figura maior, que talvez represente a unificação Rá-Osiris (Osíris reencarnando como Rá). Ambas as serpentes são manifestações da divinidade Mehen, que em outros textos funerários protege Rá em sua aventura no submundo. A figura divina representa o começo e o fim dos tempos.
O Ouroboros aparece em outras fontes egípcias, assim como muitas serpentes divinas, ela representa a desordem sem forma que cerca o mundo da ordem e que está envolvido na renovação periódica deste mundo. O símbolo persistiu do Egito até os tempos romanos, onde aparecia frequentemente em talismãs mágicos, muitas vezes junto a outros emblemas mágicos. O latino comentarista do século IV Mário Sérvio Honorato estava ciente do uso Egípcio do símbolo, notando que a imagem da serpente que morde a própria cauda representava os cíclos da natureza anuais.

### Alquimia
Pode-se referir que o Ouroboros, ou símbolos semelhantes, constam de obras alquímicas, nas quais significa “alimenta este fogo com fogo, até que se extinga e obterás a coisa mais estável que penetras todas as coisas, e um verme devorou o outro, e emerge esta imagem”. Isto, após uma fase em que pela separação se divide o um em dois, que contém em si mesmo o três e o quatro, “... é um fogo que consome tudo, que abre e fecha todas as coisas”. 

## Aparições e Referências
Albert Pike, em seu livro, Morals and Dogma [p. 496], explica: "A serpente, enrolada em um ovo, era um símbolo comum para os egípcios, os druidas e os indianos. É uma referência à criação do universo".
Registre-se ainda, na tentativa de avançar pistas para a raiz etimológica da palavra “ouroboros”, que em copta “ouro” significa “rei” e em hebraico “ob” significa “serpente”.
Se o segundo símbolo constante da nossa imagem for uma alcachofra, diga-se que esta é tida por alguns  o análogo vegetal da fénix, pois após ser submetida ao calor a sua flor perde o colorido e fica totalmente branca, posto o que renasce.
Geralmente, nos livros antigos, o símbolo vem acompanhado da expressão "Hen to pan" (o um, o todo). Remete-se assim, mais uma vez, ao tema da ressurreição, que pode simbolizar o “novo” nascimento do iniciado.
Em relação a certos ensinamentos do budismo tibetano (como dzogchen e mahamudra), pode-se esboçar uma maneira específica para vivenciar (em estado meditativo) este ato de "morder a própria cauda". Por exemplo, ao perceber-se num estado mental atípico (além das formas habituais) procurar olhar a si mesmo. O Ouroboros é a representação gráfica de uma serpente ou um dragão, em forma circular, engolindo a própria cauda. Este símbolo é encontrado na antiga literatura esotérica (alguma vezes, associado à frase Hen to pan – O Todo ou O um) e em diversas tradições ocultistas e escolas iniciáticas em forma de amuleto.
A origem etimológica do termo Ouroboros está, supostamente, na linguagem copta e no idioma hebreu, na qual ouro, em copta, significa Rei, e ob em hebreu, significa serpente. Mas, precisar sua origem e significado primitivo, torna-se uma tarefa praticamente impossível. Mesmo que de certa forma estejam interligados mas, paralelamente, trazem interpretações distintas.
Os primeiros registros deste arquétipo foram encontrados entre os egípcios, chineses e povos do norte europeu (associado a serpente folclórica Jörmungandr) há mais de 3000 anos. Na civilização egípcia, é uma representação da ressurreição da divindade egípcia Rá, sob a forma do Sol. Também é encontrado entre os fenícios e gregos.

## Símbolos e signos
Entre tantos símbolos relacionados, o Ouroboros é um dos que apresentam maior hipótese de significados. Isto porque há outras representações iconográficas contidas e associadas ao próprio Ouroboros.
A serpente, que nos textos canônicos está associada às aspectos maléficos, como no livro Gênesis 3:13, (Perguntou o Senhor Deus à mulher: Que é isto que fizeste? Respondeu a mulher: A Serpente enganou-me, e eu comi.), na maior parte das culturas pré-cristãs, é um símbolo de sabedoria. Partindo do princípio que o Ouroboros é um símbolo pré-cristão, pode-se supor que este conceito de sabedoria é predominante.
Mas, pode-se também interpretar que o ato de engolir a si mesma, é uma interrupção do ciclo humano em uma busca evolutiva do espírito noutros planos. Por outro lado, pode significar a auto-destruição através do ato de consumir a própria carne e até mesmo a auto-fecundação. Ainda, o fato de encontrar-se na forma circular é um arquétipo representativo de movimentos ininterruptos e pode representar também o Universo. Além da interpretação de que a serpente atua nas esferas inferiores (Inferno), enquanto o círculo representa o Reino Divino. Em outras situações, o animal tem duas cores distintas. Neste caso, provavelmente, uma referência a Yin e Yang, ou pólos masculino e feminino, dia e noite, bem e mal, e outros paradoxos da natureza.
Sob uma perspectiva alquímica, o Ouroboros é representado na figura de dois animais míticos engolindo um a cauda do outro; não sendo, neste caso, necessariamente, uma serpente. Segundo o Uractes Chymisches Werk (Leipzig – 1760), "alimenta este fogo com fogo, até que se extinga e obterás a coisa mais estável que penetras todas as coisas, e um verme devorou o outro, e emerge esta imagem". Esta descrição alquímica é uma alusão ao processo de separação do material em dois elementos distintos.
Porém, de uma forma mais ampla, o Ouroboros é uma representação dos ciclos reencarnatórios da alma humana. Ainda, segundo o Dictionnaire des Symboles, simboliza o "ciclo da evolução fechado sobre si mesmo. O símbolo contém as idéias de movimento, continuidade, autofecundação e, em conseqüência, o eterno retorno". Na obra Magic Symbols de Frederick Goodman é citado "serpente... [seja] o símbolo da sabedoria dos verdadeiros filósofos" e "O Tempo, do qual apenas a sabedoria brota".
Atualmente, o Ouroboros é comumente encontrado em amuletos esotéricos, na simbologia maçônica e na teosofia.